# Arrimal
Arrimal is een plaats (freguesia) in de Portugese gemeente Porto de Mós en telt 747 inwoners (2001).